# 리샤구

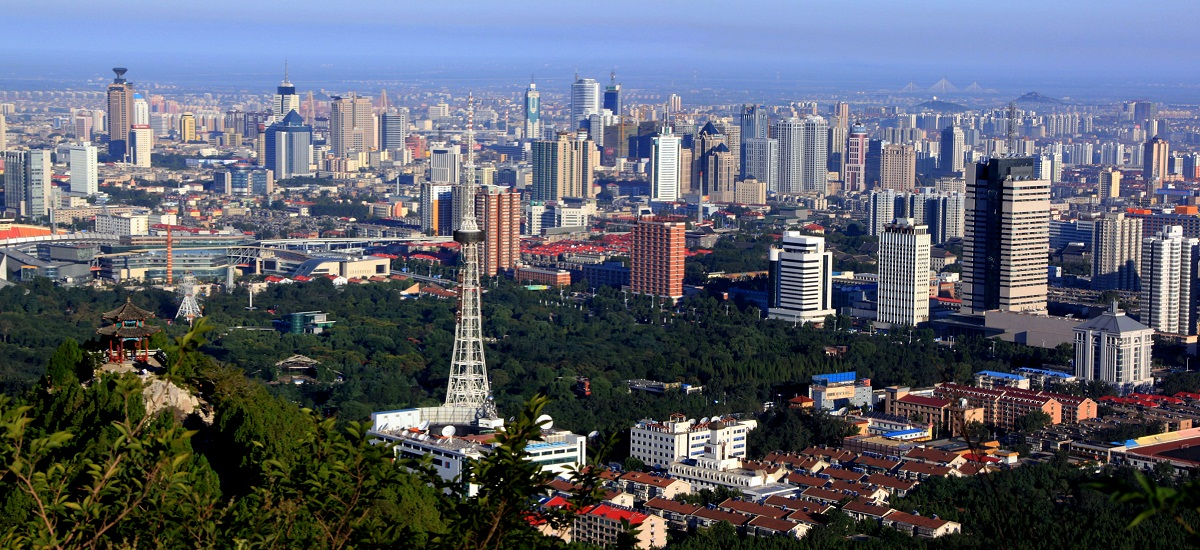

리샤구(한국어: 역하구, 중국어: 历下区, 병음: Lìxià Qū)는 중화인민공화국 산둥성 지난시의 현급 행정구역이다. 넓이는 101km2이고, 인구는 2007년 기준으로 580,000명이다.

## 행정 구역
13개 가도를 관할한다.
- 가도: 解放路街道, 司里街街道, 趵突泉街道, 泉城路街道, 东门街道, 东关街道, 文东街道, 建新街道, 甸柳街道, 和平路街道, 姚家街道, 智远街道, 龙洞街道.